# 구이나바시역
구이나바시역(일본어: くいな橋駅, くいなばしえき)은 일본 교토부 교토시 후시미구에 있는 교토 시영 지하철 가라스마 선의 역이다.
본 노선이 교토 역 이남으로 연장되면서 이 구간에 신설된 역 중에서는 유일하게 지명을 공모하여 근처에 흐르는 가모가와강을 따라 "구이나바시"를 따서 역명을 제정하였다. 역 번호는 K14이다.

## 역 구조
섬식 승강장 1면 2선의 지하역이다. 개찰구는 1개소뿐이다.

### 승강장
| 1 | ○ 가라스마 선 | 다케다・신타나베・긴테쓰나라 방면         |
| 2 | ○ 가라스마 선 | 교토・가라스마오이케・고쿠사이카이칸 방면 |

## 역 주변
주변에는 복수의 상업 시설(홈 센터, 슈퍼 마켓 등)이 있다.
- 가모가와강
- 교토 시영 지하철 다케다 차고
- 국토교통성 교토 운수 지국
- 교토 구치소
- 교토 시모카와라 우체국
- 류코쿠 대학 후카쿠 캠퍼스
- 교토 부립 교토 고등 기술 전문 학교
- 교토 부 자동차 학교

## 역사
- 1988년 6월 11일: 영업 개시.
- 2007년 4월 1일: PiTaPa 공용 개시.

## 인접역
| 교토 시 교통국 ■ 가라스마 선 | 교토 시 교통국 ■ 가라스마 선 | 교토 시 교통국 ■ 가라스마 선 |
| ---------------------------- | ---------------------------- | ---------------------------- |
| K13 주조 고쿠사이카이칸 방면 |                              | K15 다케다 다케다 방면       |